# ロバート・ハンター (自転車選手)
ロバート・ハンター（Robert Hunter、1977年4月22日 - ）は、南アフリカ共和国・ヨハネスブルグ出身の元自転車競技選手。

## 経歴
1999年にランプレ・ダイキンと契約を結んでプロデビュー。
- ブエルタ・ア・エスパーニャ第1ステージで勝利し、ポイント賞部門でも2位に入る。

2000年
- ロンド・ファン・ネデルラント総合2位。

2001年
- ブエルタ・ア・エスパーニャ第17ステージで勝利。

2002年、マペイ・クイックステップに移籍
- ツール・ド・ランカウイのポイント賞を獲得。

2003年、ラボバンクに移籍。
2004年
- ツアー・オブ・カタール総合優勝
- ツール・ド・スイスのポイント賞を獲得。

2005年、フォナックに移籍。
2006年
- アフリカ選手権・個人タイムトライアル優勝。

2007年、バルロワールドに移籍。
- ツール・ド・ピカルディ 総合優勝
- ヴォルタ・アン・ディストリント・デ・サンタレムで総合優勝。
- ツール・ド・フランス第11ステージで勝利したが、南アフリカ国籍選手として初めてツール・ド・フランスで区間優勝を果たした。また、ポイント賞部門でも2位に入った。

2010年、ガーミン・トランジションズ（現 ガーミン・バラクーダ）に移籍。
2011年、チーム・レディオシャックに移籍。
2012年、ガーミン・バラクーダに移籍。
- 南アフリカ共和国選手権・個人ロードレース 優勝

2013年引退。翌年監督に就任。